# Rymdhiss

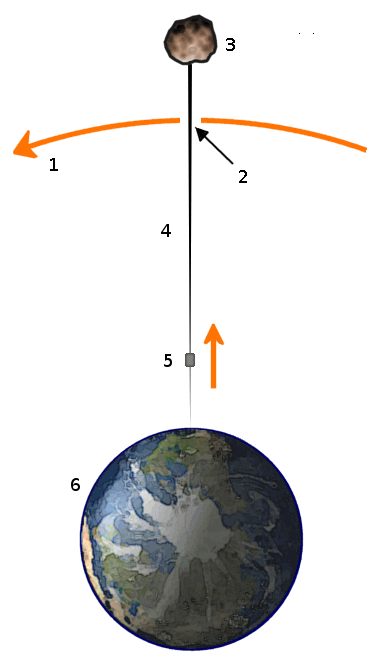
Ritning av en tänkt rymdhiss. Bilden är inte skalenlig.

En rymdhiss är ett tänkt byggnadsverk avsett att transportera material från en planets yta till yttre rymden. Många olika typer av rymdhissar har föreslagits. Alla delar målsättningen att ersätta raketdrivningen med en fast lyftstruktur som fungerar lite som en hiss. Denna skulle användas för att transportera material till kretsbana eller längre bort. Man har även kallat rymdhissarna för bönstjälkar, rymdbroar, rymdstegar eller omkretstorn.
En rymdhiss skulle bestå av en kabel som är fäst vid Jordens yta och som skulle nå ut i rymden. Genom att fästa en motvikt vid den bortre änden (eller genom att förlänga kabeln av samma orsak), skulle centrifugalkraften försäkra att kabeln förblir utsträckt genom att ta ut den gravitationskraft som drar i de lägre sektionerna, och därmed tillåta hissen att förbli i geostationär bana. När man passerar gravitationsmittpunkten skulle hissen ytterligare accelerera på grund av planetens rotation.
Ett av problemen med bygget av en rymdhiss är att hitta material som är starka och lätta nog för att klara den stora påfrestning de skulle utsättas för. På senare tid har det spekulerats i om man kan använda material baserade på nanorör, då dessa teoretiskt sett kunde vara starka nog.

## Rymdhissar på andra planeter
Eftersom månen och Mars har lägre gravitationskraft behöver inte kabeln i rymdhissen vara lika stark. Därför skulle det räcka med material som kevlar och glasfiber som kabel för att göra en rymdhiss på de himlakropparna. Dessutom behöver inte kabeln vara lika lång, för gravitationsmittpunkten är längre ner på grund av den lägre gravitationskraften.

## Vinsterna och svårigheterna av att bygga en rymdhiss
Med en rymdhiss skulle det kosta mycket mindre att ta upp saker till rymden. Med nuvarande raketer måste man betala ungefär $22.000 per kilo saker man tar upp i rymden, med en rymdhiss skulle det bara kosta cirka $220 till $880 per kilo. Därför har nu flera stora företag, som Google  och Obayashi undersökt eller planerat att göra en rymdhiss. Men för att bygga en rymdhiss på jorden behöver kabeln i rymdhissen vara runt 100.000 kilometer lång, vilket är en fjärdedel av vägen till månen. Dessutom behöver motvikten längst ut på rymdhissen vara väldigt tung, vilket betyder att man måste använda en meteoroid som motvikt.